# 中本和希
中本 和希（なかもと かずき、1981年4月18日 - ）は、和歌山県和歌山市出身の元プロ野球選手（内野手）。

## 来歴・人物

### プロ入り前
和歌山工業高では、2年次から遊撃手のレギュラーとなる。3年時には夏の県大会でベスト4に進んだ。
高校卒業後は、近畿大学工学部に進学し硬式野球部でプレー。1年次から遊撃手のレギュラーになり、大学選手権では初打席で先頭打者本塁打。広島六大学野球で春3回、秋1回の優勝を経験した。また、ベストナインにも3回選ばれている。
2003年、プロ野球ドラフト会議で大阪近鉄バファローズから6巡目指名を受け入団。

### 近鉄・オリックス時代
2004年オフ、分配ドラフトでオリックス・バファローズに移籍。
入団以降故障が続き、一軍出場はないまま2006年10月5日に戦力外通告を受けた。

### オリックス退団後
2007年、地元・和歌山県の社会人野球・クラブチームである和歌山箕島球友会で再出発を果たす。
2008年には12球団合同トライアウトを受ける。
2009年の1シーズン、出身中学校（和歌山市立河西中学校）の先輩である西田真二が監督を務める香川オリーブガイナーズのコーチを務めたが、中本本人の希望により退任した。
2011年、南部高に常勤講師として勤務。農業科で草花を担当する。
2012年、母校である和歌山工業高に赴任。和歌山県国体強化チームのコーチとして手腕を振るう。
2015年、和歌山工業高で副部長に着任。その後、監督を務める。

## 詳細情報

### 年度別打撃成績
- 一軍公式戦出場なし

### 背番号
- 59 （2004年 - 2006年）
- 99 （2009年）